# Отобиано
Отобиа̀но (на италиански: Ottobiano, на местен диалект: Utibiän, Утибиен) е село и община в Северна Италия, провинция Павия, регион Ломбардия. Разположено е на 96 m надморска височина. Населението на общината е 1116 души (към 2017 г.).